# Mistrzostwa Świata w Hokeju na Lodzie 2016
80. Mistrzostwa Świata w Hokeju na Lodzie 2016 organizowane przez IIHF odbyły się w Rosji. Miastami goszczącymi najlepsze reprezentacje świata były Moskwa i Sankt Petersburg. Turniej elity rozegrano w dniach 6 – 22 maja 2016 roku. Zawody były jednocześnie kwalifikacją do następnego turnieju.

## Elita
| Msc. | Reprezentacja     |
| ---- | ----------------- |
|      | Kanada            |
|      | Finlandia         |
|      | Rosja             |
| 4    | Stany Zjednoczone |
| 5    | Czechy            |
| 6    | Szwecja           |
| 7    | Niemcy            |
| 8    | Dania             |
| 9    | Słowacja          |
| 10   | Norwegia          |
| 11   | Szwajcaria        |
| 12   | Białoruś          |
| 13   | Łotwa             |
| 14   | Francja           |
| 15   | Węgry             |
| 16   | Kazachstan        |

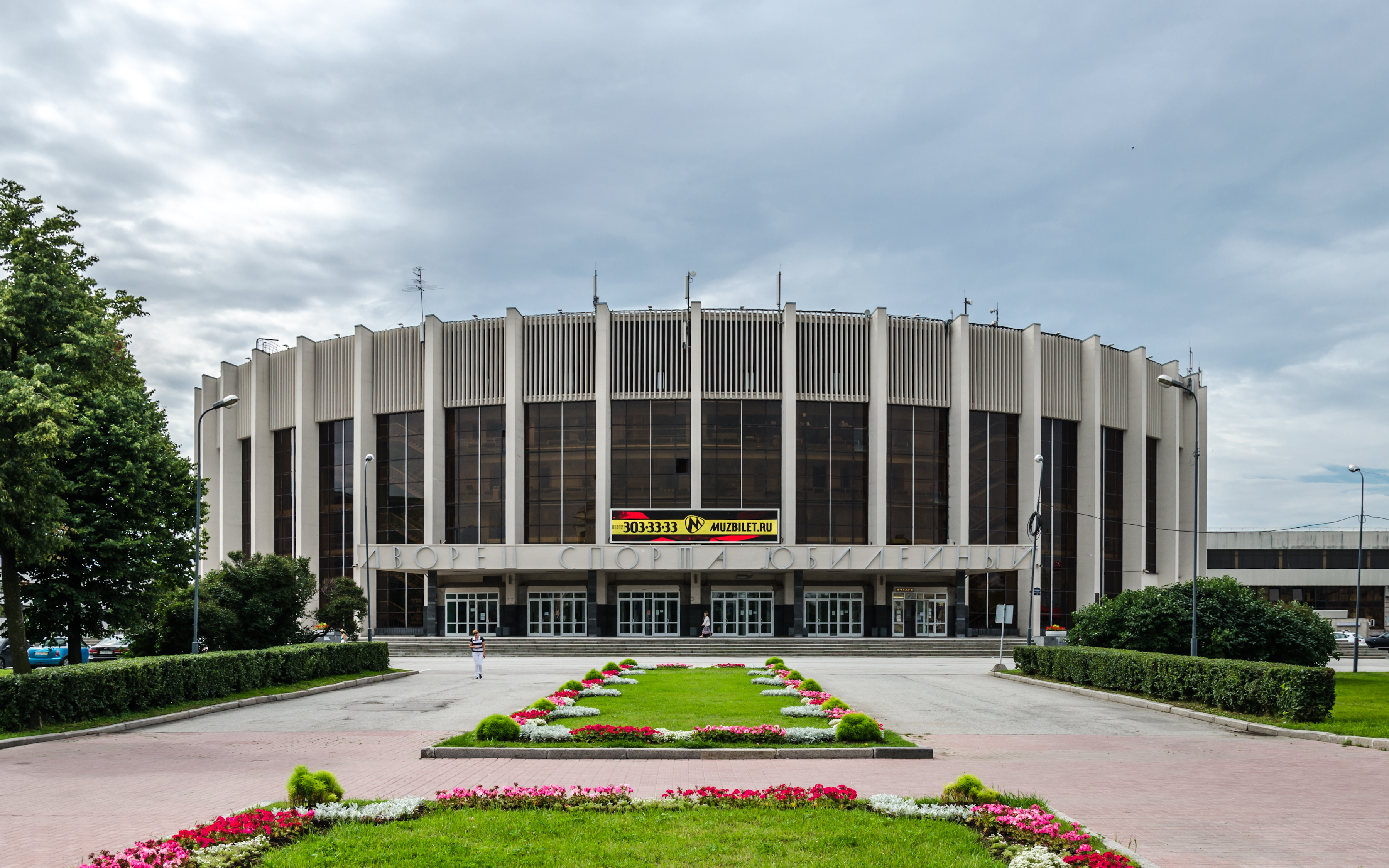
Jubileuszowy Pałac Sportu

W tej części mistrzostw będzie uczestniczyło 16 najlepszych reprezentacji na świecie. System rozgrywania meczów jest inny niż w niższych dywizjach. Najpierw wszystkie drużyny będą uczestniczyły w fazie grupowej, w której będą podzielone na dwie 8-zespołowe grupy. Cztery czołowe drużyny z każdej grupy automatycznie zakwalifikują się do fazy pucharowej ukierunkowanej na wyłonienie mistrza świata. Ostatnie zespoły z obu grup zostaną zdegradowane do Dywizji I Grupy A. Mecze zostaną rozegrane w dniach od 6 do 22 maja 2016 roku w Moskwie i Sankt Petersburgu.

## Pierwsza dywizja
Grupa A
| Lp. | Drużyna          |
| --- | ---------------- |
| 1   | Słowenia         |
| 2   | Włochy           |
| 3   | Polska           |
| 4   | Austria          |
| 5   | Korea Południowa |
| 6   | Japonia          |

Grupa B
| Lp. | Drużyna         |
| --- | --------------- |
| 1   | Ukraina         |
| 2   | Wielka Brytania |
| 3   | Litwa           |
| 4   | Chorwacja       |
| 5   | Estonia         |
| 6   | Rumunia         |

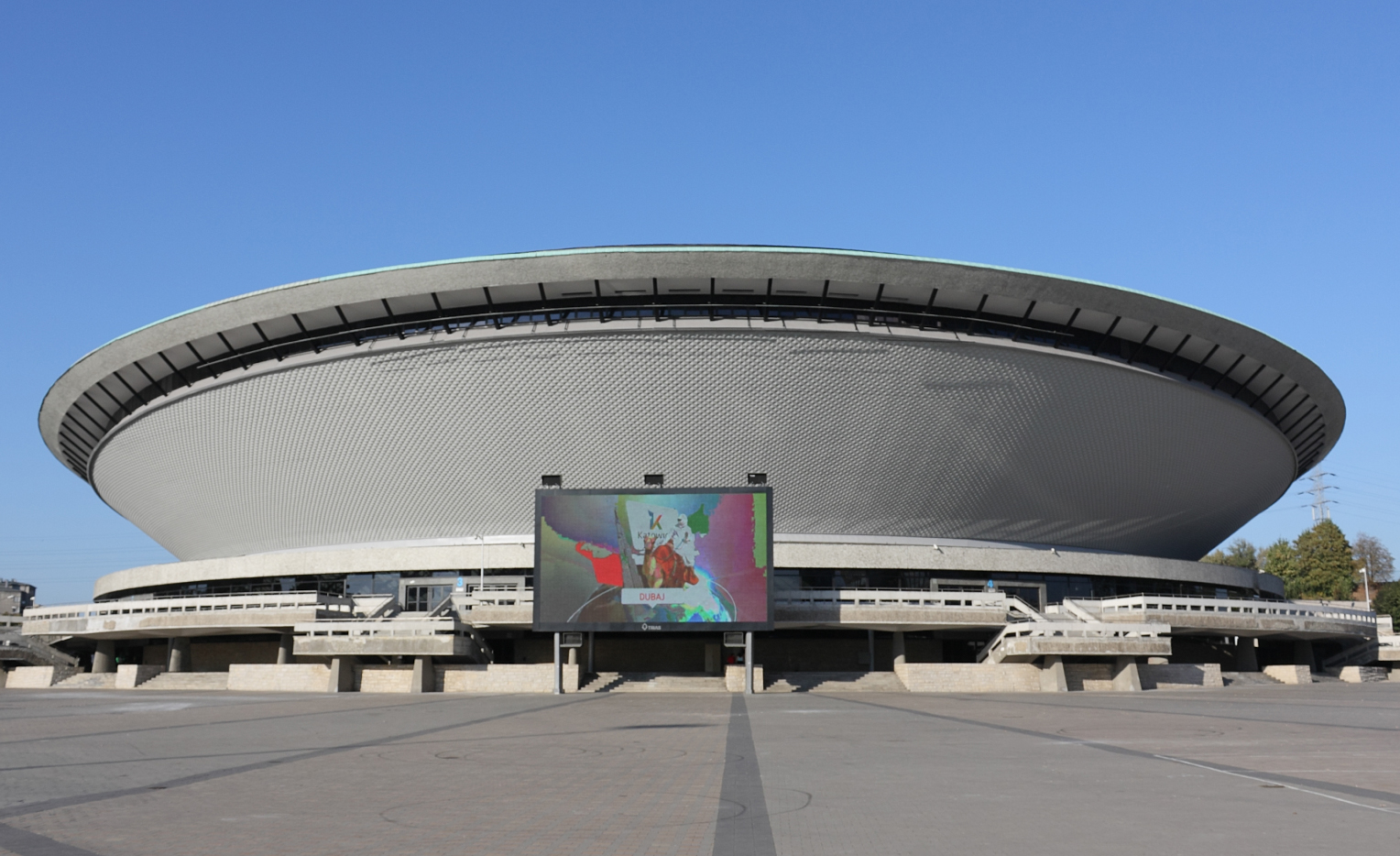
Hala Spodek w Katowicach.

Grupa A Dywizji I jest drugą klasą mistrzowską, z której dwie pierwsze drużyny uzyskują awans do Elity, a ostatni zespół jest degradowany do Grupy B Dywizji I. Grupa B Dywizji I stanowi trzecią klasę mistrzowską. Jej zwycięzca awansuje do Dywizji I Grupy A, zaś ostatnia drużyny spada do Dywizji II Grupy A.
Turnieje I Dywizji zostały rozegrane:

Grupa A – od 23 do 29 kwietnia 2016 roku w hali Spodek w Katowicach, Polska

Grupa B – od 17 do 23 kwietnia 2016 roku w Zagrzebiu, Chorwacja

## Druga dywizja
Grupa A
| Lp. | Drużyna   |
| --- | --------- |
| 1   | Holandia  |
| 2   | Hiszpania |
| 3   | Belgia    |
| 4   | Serbia    |
| 5   | Islandia  |
| 6   | ChRL      |

Grupa B
| Lp. | Drużyna        |
| --- | -------------- |
| 1   | Australia      |
| 2   | Meksyk         |
| 3   | Izrael         |
| 4   | Nowa Zelandia  |
| 5   | Korea Północna |
| 6   | Bułgaria       |

Grupa A Dywizji II jest czwartą klasą mistrzowską, z której pierwsza drużyna uzyskują awans do Dywizji I Grupy B, a ostatni zespół jest degradowany do Grupy B Dywizji II. Grupa B Dywizji II stanowi piątą klasę mistrzowską. Jej zwycięzca awansuje do Dywizji II Grupy A, zaś ostatnia drużyny spada do Dywizji III.
Turnieje II Dywizji zostały rozegrane w dniach od 9 do 15 kwietnia 2016 roku:

Grupa A – Jaca, Hiszpania

Grupa B – Meksyk, Meksyk

## Trzecia dywizja
| Lp. | Drużyna              |
| --- | -------------------- |
| 1   | Turcja               |
| 2   | Gruzja               |
| 3   | Południowa Afryka    |
| 4   | Luksemburg           |
| 5   | Bośnia i Hercegowina |
| 6   | Hongkong             |

Dywizja III jest szóstą klasą mistrzowską, z której pierwsza drużyna uzyskuje awans do Dywizji II Grupy B, pozostałe drużyny pozostają na tym poziomie rozgrywek.
 

Turniej III Dywizji został rozegrany w dniach od 31 marca do 9 kwietnia 2016 roku w Stambule, w Turcji. Na krótko przed rozpoczęciem turnieju z rozgrywek wycofała się reprezentacja Zjednoczonych Emiratów Arabskich.